# Sydliga yipho-språk
Sydliga yipho-språk talas huvudsakligen av minoritetsfolk i Kina, Laos, Burma (Myanmar), Vietnam och Thailand. De kännetecknas fonologiskt av en enkel stavelsestruktur, med stavelsetoner och ofta fonationstyper. Konsonantkombinationer är ovanliga. Syntaktiskt är de vanligen SOV-språk, och morfologin kännetecknas av partikelsystem.

## Språk
Till gruppen brukar bl.a. följande språk räknas:
akha, ako, asong, bisu, biyo, buyan jinuo, côông, hani, hila, honi, hwethom, kaduo, khaskhong, khoany, mahei, menghwa, mpi, mung, phana, phunoi, pyen, sansu, ugong, youle jinuo.